# Samuel Siegfried Beddeus
Samuel Siegfried Beddeus (Beszterce, 1739. július 23. – Nagyszeben, 1814. szeptember 8.) orvos.

## Élete
Atyja Samuel Beddeus evangélikus lelkész volt. Előbb a bécsi egyetemen tanult, majd 1770. február 2-án az erlangeni orvosi egyetemre iratkozott be. Orvosdoktori szigorlata után Nagyszebenben telepedett le mint városi orvos.

## Munkái
- Dissertatio inauguralis medica De verme taenia dicto, quam authoritate et consensu ... pro supremis in medicina honoribus .... publicae disquisitioni submittit Samuel Siegfried Beddeus Saxo Transylvanus. Disputabitur in palatio universitatis .... Viennae, 1766.[1]
- Quaestio an pars bilis colorata in intestinis deponatur. Viennae, 1766
- An sola pars bilis colorata in intestinis deponatur? Viennae, 1771